# Ефект на мигащо изкривяване на лицето
Ефектът на мигащо изкривяване на лицето е визуална илюзия, включваща бързо представяне на двойки лица, подравнени пред очите на наблюдателя. Лицата изглеждат гротескно трансформирани, докато зрителят се фокусира върху кръста по средата между тях. Както при много научни открития, феноменът за първи път е наблюдаван случайно. Ефектът е приложен към холивудски знаменитости и спечели II място в VIII годишен конкурс за най-добра илюзия на годината, проведен през 2012 г. под егидата на Vision Sciences Society. Феноменът, който стана вирален феномен в YouTube, също така представлява пример за научна феноменология, която изпреварва (в този случай) неврологичната теория. Според Сузана Мартинез-Конде, президент на Neural Correlate Society, която е домакин на състезанието: „Това са най-добрите илюзии за годината, така че те са много нови по дефиниция. Първо ще научите феноменологията и след това невронните основи. Обикновено ние не знаем защо тези илюзии работят в мозъка. Може да имаме теории, но експериментите не са направени, защото е твърде рано."
Документ от 2019 г. в Scientific Reports установява, че ефектът е еднакво силен, когато лицата са обърнати с главата надолу. Това предполага, че ефектът е независим от функцията за възприемане на лицето на човешкия мозък, който има тенденция да реагира много по-силно на лица с дясната страна нагоре, отколкото на обърнати лица.